# Pyrota horacioi
Pyrota horacioi là một loài bọ cánh cứng trong họ Meloidae. Loài này được Martinez & Selander miêu tả khoa học năm 1984.